# Taxi Lovers
Taxi Lovers è un film del 2005 diretto da Luigi Di Fiore.

## Trama
Ambientato a Roma, fatta eccezione per un frangente ambientato su di un'isola del mar Egeo, il film tratta di Massimo, un taxista che durante una corsa notturna incontra Giovanna: tra i due si creerà un rapporto. Prenderà piede un intrigo pericoloso riguardante in particolare un microchip.

## Distribuzione
La pellicola è uscita nelle sale a partire dal 22 aprile 2005.

## Riconoscimenti
Nel 2005, al BAFF (B.A. Film Festival), il film ha ricevuto vari premi: "Premio Casbot - Miglior produzione" a Massimiliano Caroletti e Alberto Rossi, "Premio Castiglioni - Miglior Montaggio" ad Eugenio Alabiso, e "Premio Miglior fotografia" a Duccio Cimatti . Nello stesso anno il film e fra quelli premiati al "Magna Graecia Film Festival".
Nel 2006 è tra i film in concorso per il David di Donatello. 
Nel 2006 vince il riconoscimento "Fregene per Fellini" - "Premio al cinema italiano".